# I Korpus Spadochronowy (III Rzesza)
I Korpus Spadochronowy (niem. I Fallschirmkorps) – niemiecki korpus powietrznodesantowy z okresu II wojny światowej.
Korpus został sformowany w 1944 roku na terytorium okupowanych Włoch w oparciu o sztab 
II Korpusu Polowego Luftwaffe. Od powstania do zakończenia wojny walczył przeciw wojskom aliantów zachodnich na froncie włoskim wchodząc w skład 14 Armii, a później 10 Armii .

## Dowódcy korpusu
- gen. Alfred Schlemm (styczeń 1944)
- gen. por. Richard Heidrich (listopad 1944)
- gen. por. Hellmuth Böhlke (styczeń 1945)[3]

## Struktura organizacyjna
Skład w maju 1944 roku:
- 3 Dywizja Grenadierów Pancernych
- 4 Dywizja Spadochronowa
- 65 Dywizja Piechoty